# Espill parabòlic

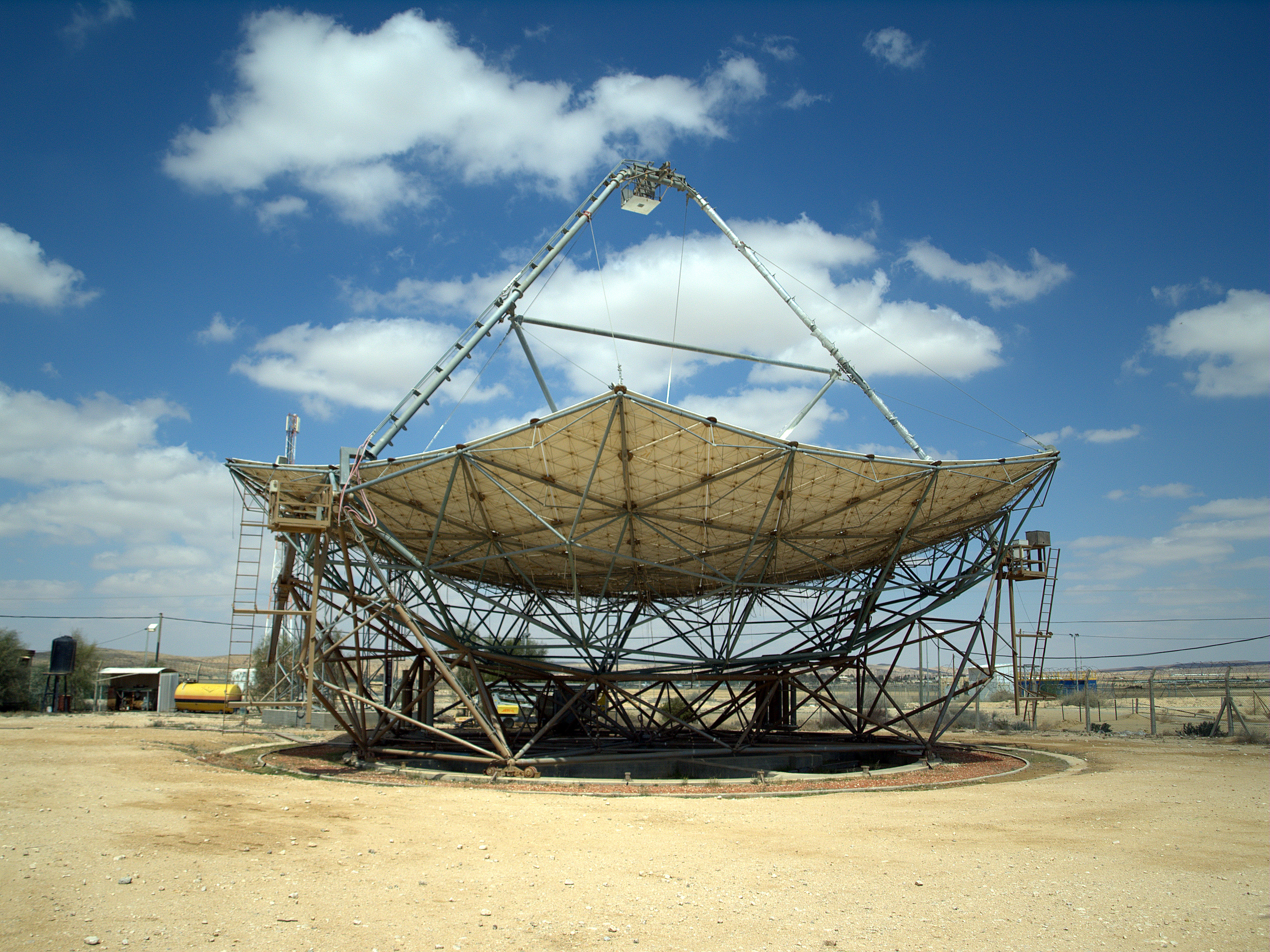
Un dels majors reflectors parabòlics del món, al Ben-Gurion National Solar Energy Center, Palestina

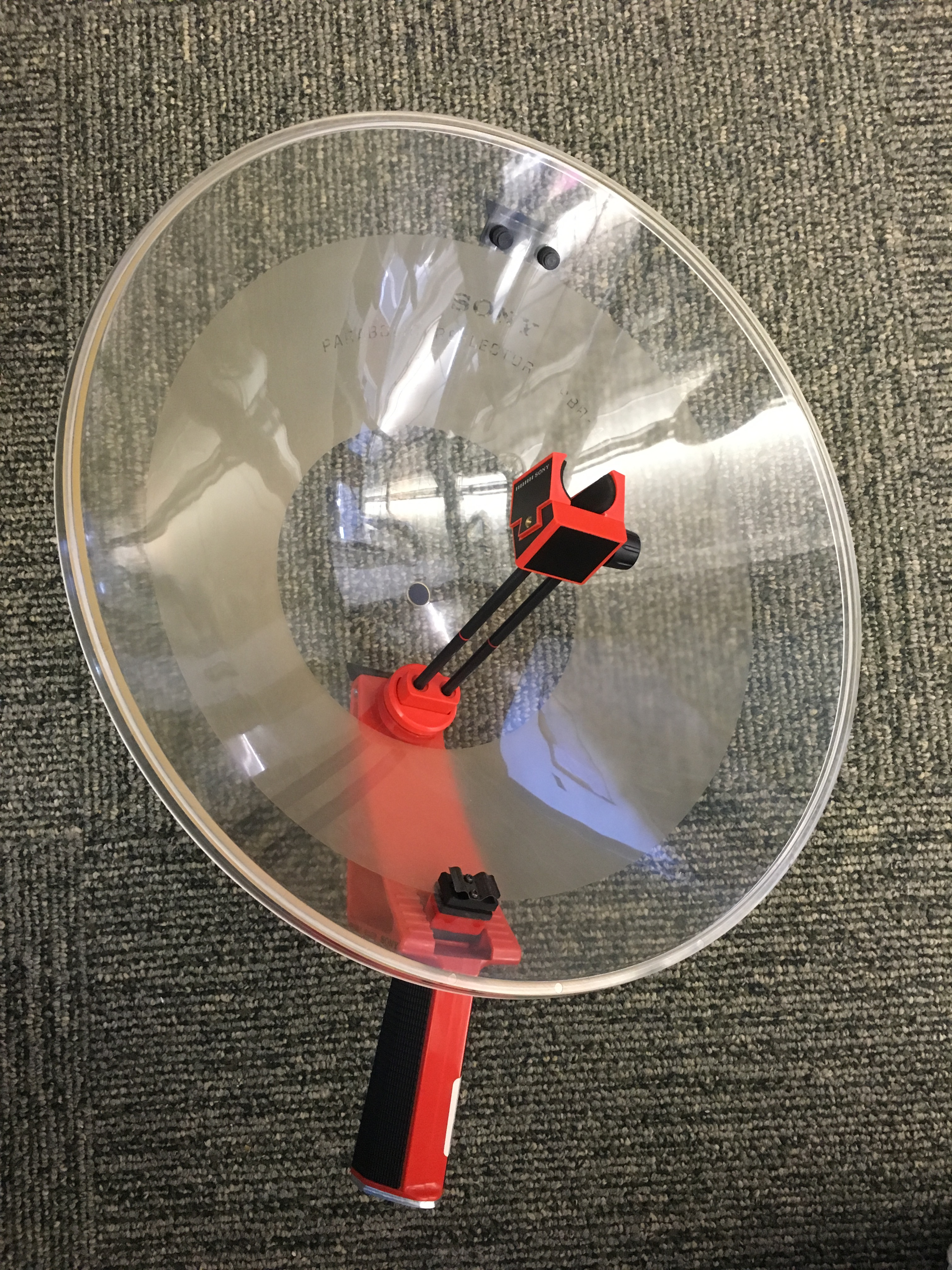
Reflector parabòlic d'ones sonores (micròfon)

Un espill parabòlic és una superfície reflectora utilitzada per concentrar o projectar energia ondulatòria, com la llum, les ones de ràdio o el so. La forma n'és la d'un sector d'un paraboloide (la superfície generada per una paràbola en girar-ne al voltant de l'eix). El reflector parabòlic reflecteix les ones que es desplacen cap al seu eix, i les convergeix en el seu focus. Per contra, una ona esfèrica generada per un emissor col·locat al focus d'un espill parabòlic es reflecteix en una ona plana que es propaga com un feix col·limat en direcció a l'eix.
Els reflectors parabòlics s'usen per a recollir l'energia procedent d'una font distant (com ara la llum dels estels, o els senyals de ràdio emesos pels satèl·lits de comunicacions). Com que els principis de reflexió d'ones són reversibles, els reflectors parabòlics també es poden usar per a enfocar la radiació d'una font emissora en un feix estret. En òptica, els espills parabòlics s'usen per a diverses finalitats, com l'observació del cel amb telescopis reflectors, la captació d'energia amb forns solars, o la projecció de feixos de llum en tota mena de dispositius, com llanternes elèctriques o fars d'automòbil.
En sistemes de ràdio, les antenes parabòliques s'empren per a per emetre feixos concentrats d'ones de ràdio en les comunicacions punt a punt, en tota mena de receptors i en radiocomunicació per microones. Així mateix, formen part dels sistemes de radar emprats per a localitzar aeronaus, vaixells i vehicles.
En acústica, els micròfons parabòlics s'empren per a gravar sons llunyans, com el cant dels ocells, en espectacles esportius, i per a captar converses privades en espionatge i controls policials.

## Teoria

Els raigs paral·lels que entren en un espill parabòlic s'enfoquen en un punt F, el seu focus. El vèrtex n'és V, i l'eix de simetria passa per V i F. Per als reflectors fora de l'eix (amb només la part del paraboloide entre els punts P1 i P3), el receptor també es col·loca al focus del paraboloide, però no projecta una ombra sobre el reflector

Paraboloide de revolució

La forma tridimensional del reflector és un paraboloide i es denomina paràbola la figura bidimensional a partir de la qual es genera per rotació (la distinció és semblant a la d'una esfera i un cercle). En llenguatge informal, però, paraula "paràbola" i el seu adjectiu associat, "parabòlic", s'usen sovint en lloc de "paraboloide" i "paraboloidal".
Si una paràbola es representa en coordenades cartesianes amb el vèrtex en l'origen i l'eix de simetria en l'eix y, la paràbola s'obri cap amunt, i la seua equació és:
{\displaystyle \scriptstyle 4fy=x^{2}}
on {\displaystyle \scriptstyle f} és la seua distància focal (vegeu l'article paràbola). Així, les dimensions d'un plat paraboloidal simètric estan relacionades per l'equació:
{\displaystyle \scriptstyle 4FD=R^{2},}
on {\displaystyle \scriptstyle F} és la distància focal, {\displaystyle \scriptstyle D} és la profunditat del plat (mesurada en la direcció de l'eix de simetria des del punt considerat al pla tangent al vèrtex), i {\displaystyle \scriptstyle R} és el radi d'aquest punt. Totes les unitats han de ser iguals. Si es coneixen dues d'aquestes tres quantitats, aquesta equació es pot emprar per a calcular-ne la tercera.
Cal un càlcul més complex per trobar el diàmetre associat necessari per formar la superfície d'un paraboloide donat. Aquest valor a vegades es denomina "diàmetre lineal", i coincideix amb el diàmetre d'un full pla circular del material (generalment metàl·lic), que té la grandària adequada per ser tallat i doblegat per formar-ne la superfície. Dos resultats intermedis són útils en el càlcul:
{\displaystyle \scriptstyle P=2F} (o els seus equivalents: {\displaystyle \scriptstyle P={\frac {R^{2}}{2D}}}i {\displaystyle \scriptstyle Q={\sqrt {P^{2}+R^{2}}}}
on {\displaystyle \scriptstyle F,} {\displaystyle \scriptstyle D,} i {\displaystyle \scriptstyle R} es defineixen com abans. El diàmetre del plat, mesurat sobre una superfície plana, ve donat per:
{\displaystyle \scriptstyle {\frac {RQ}{P}}+P\ln \left({\frac {R+Q}{P}}\right)}
on {\displaystyle \scriptstyle \ln(x)} significa el logaritme natural de {\displaystyle \scriptstyle x}, o el que és el mateix, el seu logaritme en base "e".
El volum del plat, això és, la quantitat de líquid que podria contenir si la vora en fos horitzontal i el vèrtex estigués situat cap avall (com ara, la capacitat d'un bol paraboloidal), ve donat per:
{\displaystyle \scriptstyle {\frac {1}{2}}\pi R^{2}D}
on els valors es defineixen com en les fórmules anteriors. Es pot comparar amb les fórmules per als volums d'un cilindre ({\displaystyle \scriptstyle \pi R^{2}D}), una semiesfera ({\displaystyle \scriptstyle {\frac {2}{3}}\pi R^{2}D}, on {\displaystyle \scriptstyle D=R}), i un con ({\displaystyle \scriptstyle {\frac {1}{3}}\pi R^{2}D}).
{\displaystyle \scriptstyle \pi R^{2}} és l'àrea de l'obertura del plat, l'àrea tancada per la seua vora, que és proporcional a la quantitat de llum solar que el reflector pot interceptar. L'àrea de la superfície còncava del plat es pot trobar aplicant la fórmula de l'àrea per a una superfície de revolució que dona {\displaystyle \scriptstyle A={\frac {\pi R}{6D^{2}}}\left((R^{2}+4D^{2})^{3/2}-R^{3}\right)}, i proporciona {\displaystyle \scriptstyle D\neq 0}.
El reflector parabòlic funciona a causa de les propietats geomètriques de la forma paraboloidal: qualsevol raig que hi entre que siga paral·lel a l'eix del plat es reflectirà en un punt central, o "focus" (vegeu-ne la demostració en l'article paràbola). Com que molts tipus d'energia es poden reflectir així, els reflectors parabòlics poden replegar i concentrar l'energia que entra al reflector en un angle particular. Igualment, l'energia que irradia del focus al plat pot transmetre's cap a fora en un feix paral·lel a l'eix del plat.
A diferència dels espills corbs, que sofreixen el problema de l'aberració esfèrica (que es fa més forta a mesura que la relació entre el diàmetre del feix i la distància focal és més gran), els reflectors parabòlics es poden fer per replegar feixos de qualsevol amplària. Si el feix entrant, però, forma un angle diferent de zero amb l'eix (o si la font del punt emissor no se'n col·loca al focus), els reflectors parabòlics sofreixen un tipus d'aberració anomenat coma. Això és important sobretot en els telescopis, perquè la majoria de les altres aplicacions no requereixen una resolució nítida fora de l'eix de la paràbola.

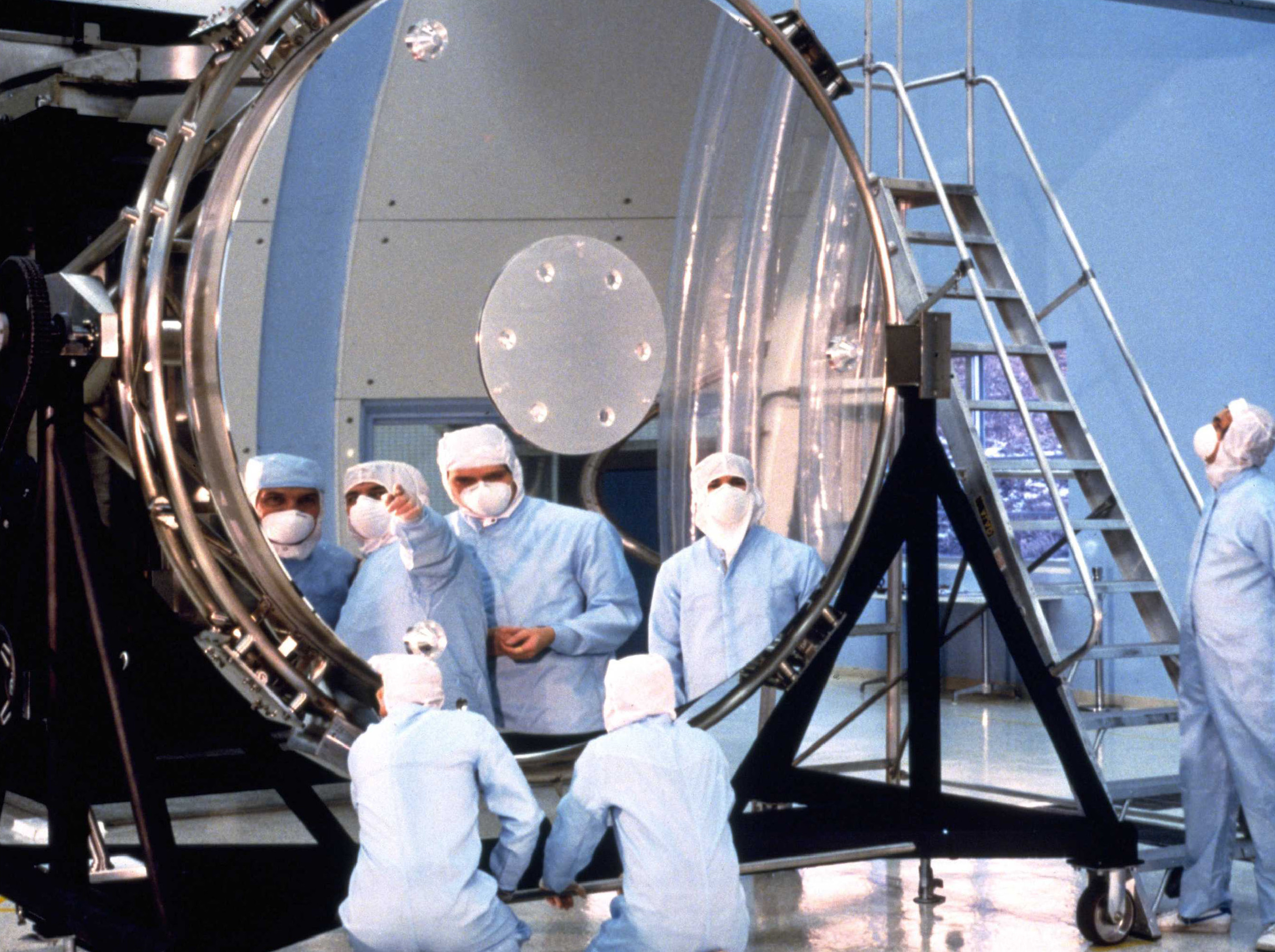
Muntatge de l'espill del telescopi espacial Hubble al 1990

La precisió amb què s'ha de fabricar un plat parabòlic perquè enfoque bé l'energia depén de la longitud d'ona de l'energia captable. Si el plat té defectes d'un quart de la longitud d'ona, aleshores l'energia reflectida mostrarà un error de la meitat de la longitud d'ona, i això significa que interferirà destructivament en l'energia que s'ha reflectit correctament des d'una altra part del plat. Per a evitar-ho, el plat ha d'estar format amb una precisió d'aproximadament 1/20 d'una longitud d'ona. El rang de longitud d'ona de la llum visible està entre si fa no fa 400 i 700 nanòmetres (nm), per això, per a enfocar tota la llum visible, un reflector s'ha d'ajustar amb una precisió d'uns 20 nm. Per comparança, el diàmetre d'un cabell humà sol ser de 50.000 nm, per això, la precisió requerida perquè un reflector enfoque la llum visible és unes 2.500 vegades menor que el diàmetre d'un cabell. Per exemple, la fallada en l'espill del telescopi espacial Hubble (massa pla per aproximadament 2.200 nm en el seu perímetre) provocà una aberració esfèrica severa, fins que s'esmenà amb el dispositiu òptic COSTAR.
Les microones, com les que s'empren per als senyals de televisió per satèl·lit, tenen longituds d'ona de deu mil·límetres, per això els plats per a enfocar aquestes ones poden tenir desajusts en la superfície de si fa no fa mig mil·límetre, i tot i així funcionar bé.

## Reflector equilibrat en el focus

Reflector parabòlic amb focus equilibrat (gràfic en projecció obliqua)

A voltes és útil que el centre de massa d'un plat reflector coincidisca amb el seu focus. Això permet que gire fàcilment perquè puga apuntar a una font de llum en moviment, com el Sol al cel, mentre que el focus, on n'és l'objectiu, és estacionari. El plat gira al voltant de l'eix que passa pel focus, i està equilibrat. Si el plat és simètric i està fet de material uniforme d'espessor constant, i si F representa la distància focal del paraboloide, aquesta condició d'"enfocament equilibrat" es produeix si la fondària del plat, mesurada en l'eix del paraboloide del vèrtex al pla de la vora del plat, és 1.8478 vegades F. El radi de la vora és 2.7187 F. El radi angular de la vora vista des del punt focal és de 72,68 graus.

## Reflector Scheffler

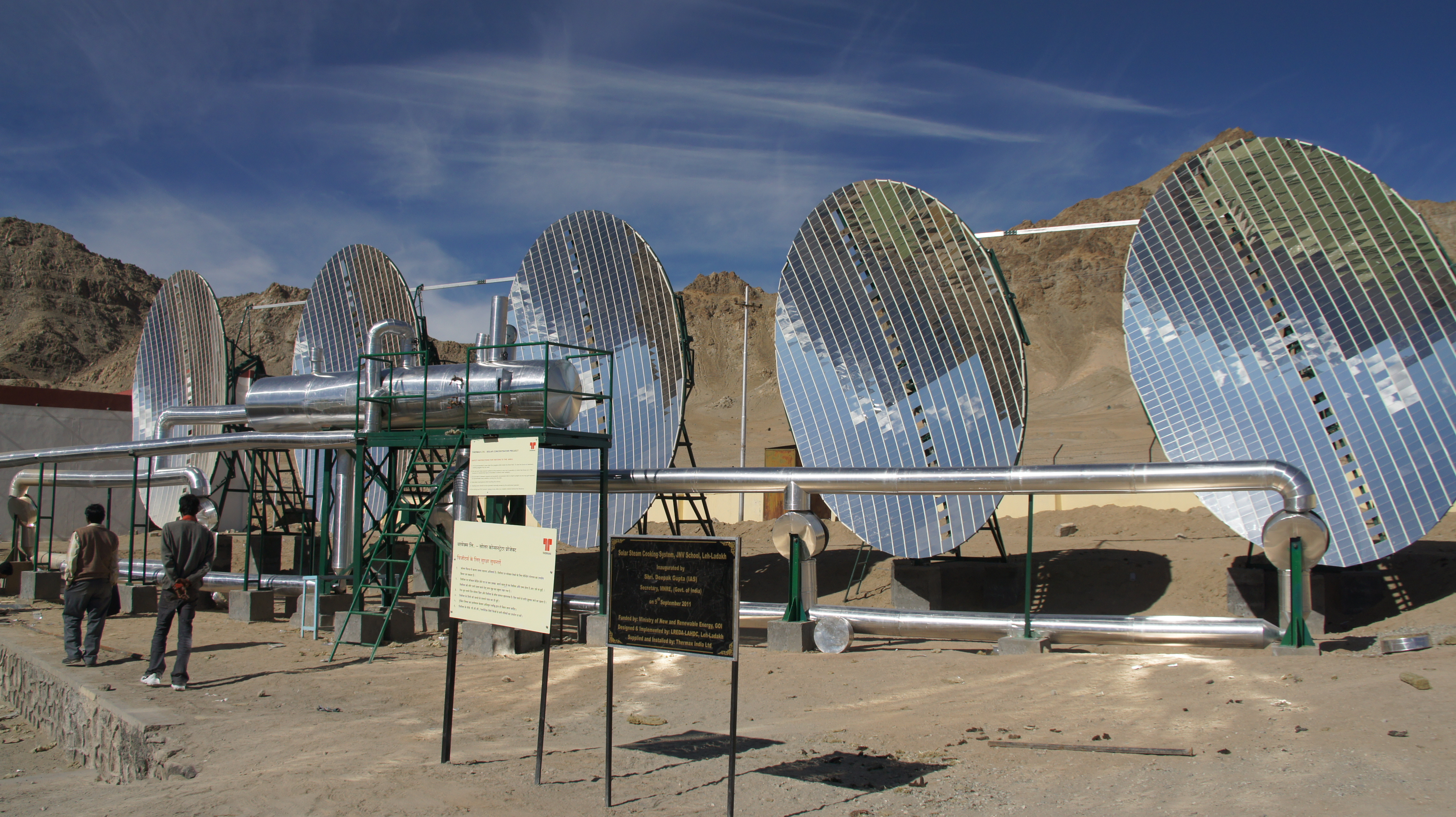
Cuina solar amb espills Scheffler, a Leh-Ladakh (Índia)

La configuració d'enfocament equilibrat requereix que la profunditat del plat reflector siga major que la seua distància focal, per açò el focus queda dins del plat. Això pot ocasionar que l'enfocament siga de difícil accés. Un enfocament alternatiu es dona amb el reflector de Scheffler, inventat per Wolfgang Scheffler. És un espill parabòlic que gira al voltant dels eixos que passen pel centre de massa, però aquest no coincideix amb el focus, que és fora del plat. Si el reflector fos un paraboloide rígid, el focus es mouria a mesura que girara el plat. Per a evitar-ho, el reflector és flexible i es doblega quan gira per mantenir l'enfocament estacionari. Idealment, el reflector seria paraboloidal a tothora. En la pràctica, no és totalment possible i el reflector Scheffler no és adequat per a finalitats d'alta precisió. S'usa en aplicacions com la cuina solar, on la llum del sol ha d'enfocar-se per incidir en una olla de cocció, però no fins a un punt exacte.

## Reflectors fora d'eix

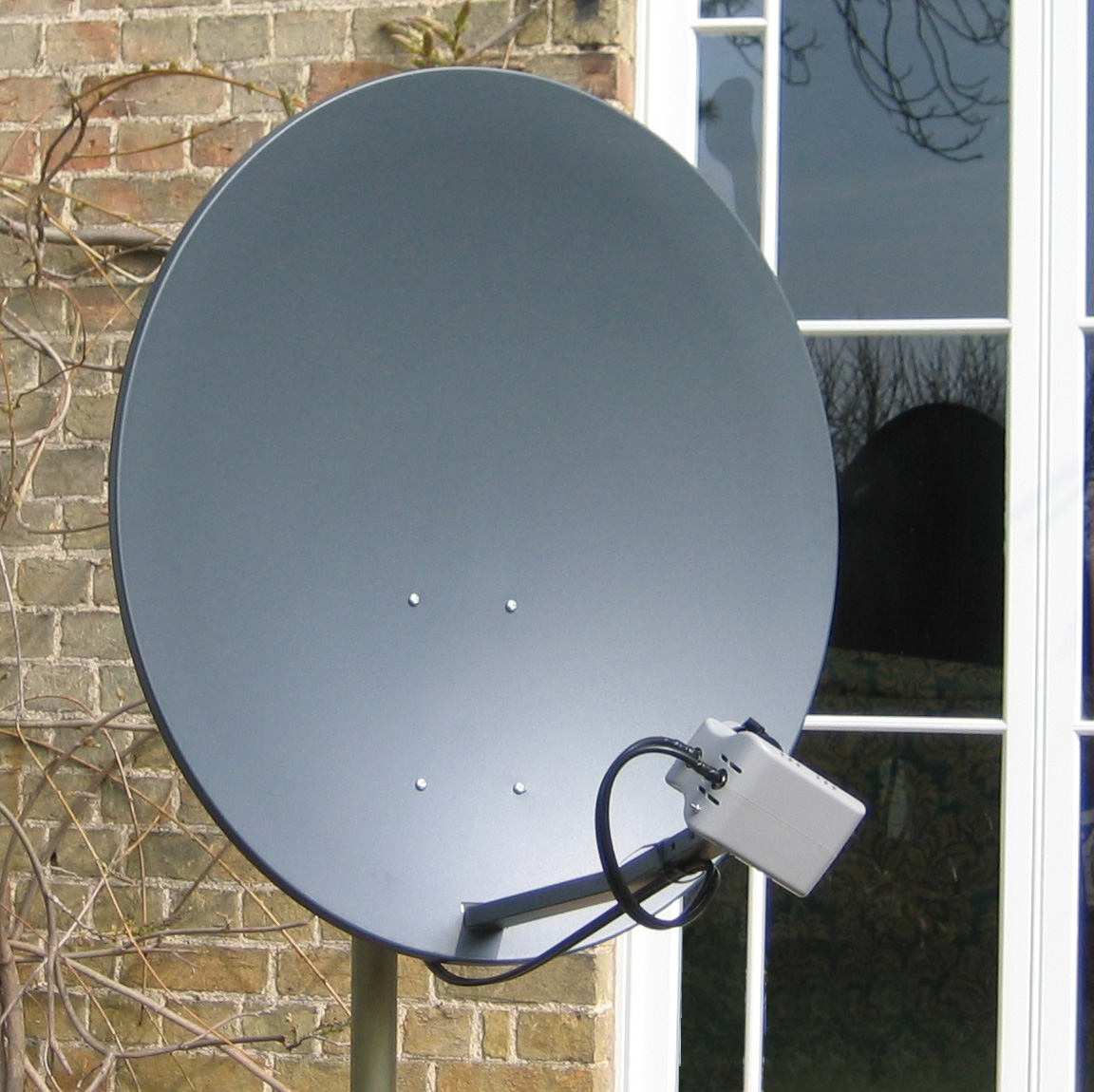
Antena parabòlica fora d'eix

El vèrtex del paraboloide està sota la vora inferior del plat. La curvatura del plat és major prop del vèrtex. L'eix, que està dirigit al satèl·lit, passa pel vèrtex i el mòdul receptor, que és al focus del paraboloide

Un paraboloide circular és teòricament d'una grandària il·limitada. Qualsevol reflector pràctic n'empra només un segment. Sovint, el segment inclou el vèrtex del paraboloide, on la curvatura és més gran, i on l'eix de simetria talla el paraboloide. Si el reflector s'usa per a enfocar l'energia entrant en un receptor, però, l'ombra del receptor cau sobre el vèrtex del paraboloide, que és part del reflector, per això aquesta part del reflector es malbarata. Açò s'evita fent que el reflector siga un segment del paraboloide desplaçat del vèrtex i de l'eix de simetria. Per exemple, en el diagrama anterior, el reflector podria ser sols la part del paraboloide entre els punts P1 i P3. El receptor es col·loca al focus del paraboloide, però no projecta ombra al reflector. Tot el reflector rep energia, que després s'enfoca al receptor. Això es fa sovint, per exemple, en plats receptors de televisió per satèl·lit, i també en alguns tipus de telescopi astronòmic (per exemple, el telescopi de Green Bank).
Els reflectors de precisió fora d'eix, per emprar-se en telescopis, es poden fabricar utilitzant un forn rotatiu, en què el contenidor del vidre fos està desplaçat de l'eix de rotació. Per a plats de menor precisió, adequats per a antenes parabòliques, es dissenya una matriu amb un equip de fresat controlat per ordinador, i després es modelen molts plats de xapa.

## Història

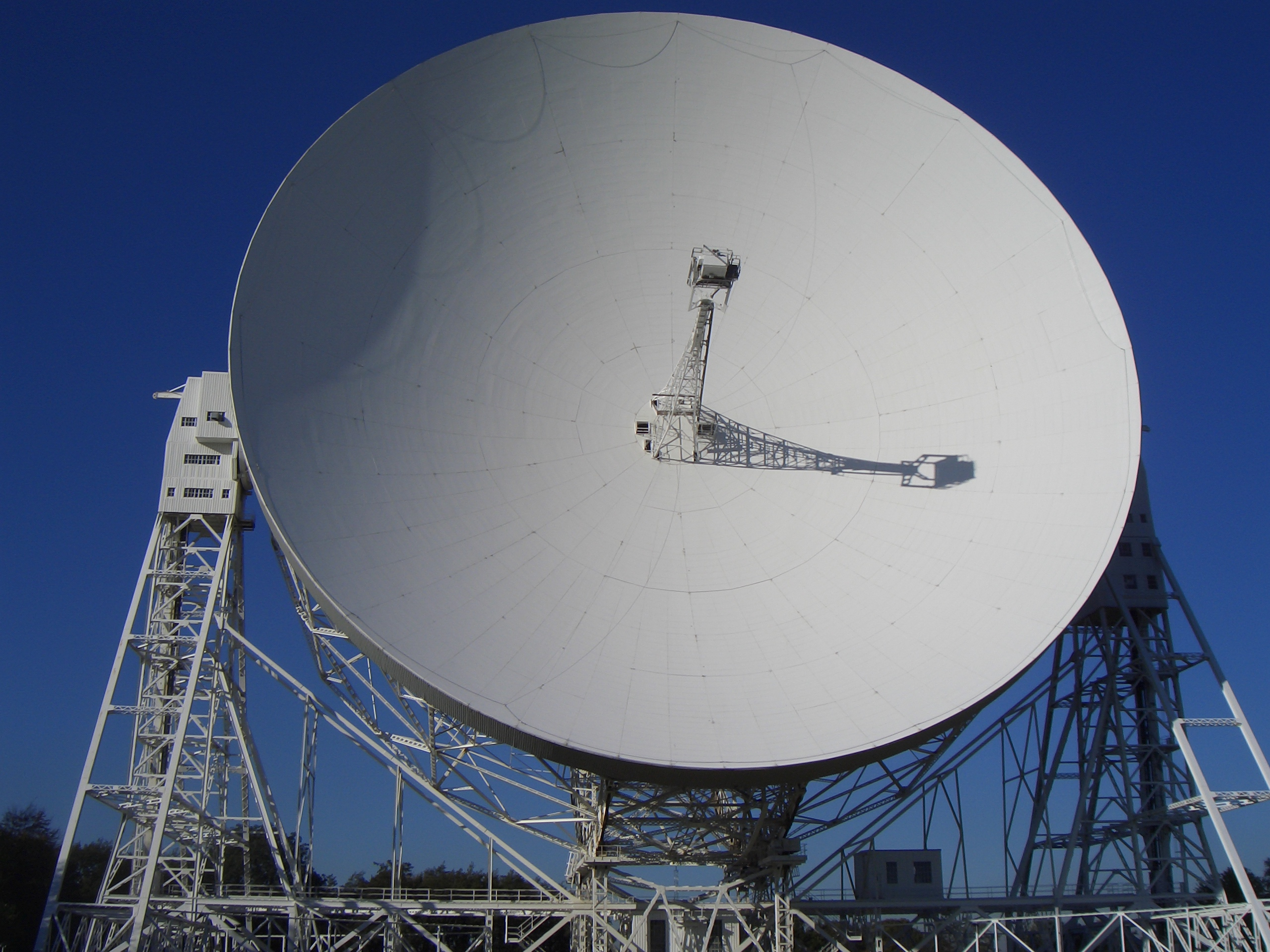
Antena parabòlica de 76 m del radiotelescopi Lovell en l'Observatori Jodrell Bank

El principi dels reflectors parabòlics es coneix des de l'antiguitat clàssica, quan el matemàtic Diocles els descrigué en Sobre els espills incendiaris, i demostrà que enfoquen un feix de raigs paral·lels en un punt. Arquimedes al s. III ae estudià els paraboloides com a part del seu estudi de l'equilibri hidroestàtic, i tradicionalment es diu que utilitzà espills per a incendiar la flota romana durant el setge de Siracusa. Sembla, però, poc probable que això siga cert, ja que aquest fet no apareix en les fonts anteriors al s. II, i Diocles no ho esmenta en el seu llibre. Els espills parabòlics també els estudià el físic Ibn Sahl al s. X.
James Gregory, en el seu llibre de 1663 Optica Promota, assenyalà que un telescopi reflector amb un espill parabòlic corregiria tant l'aberració esfèrica com la cromàtica que es produïa en els telescopis refractors. El disseny que ideà duu el seu nom (telescopi gregorià), però segons la seua confessió, Gregory no tenia habilitat pràctica i no trobà cap òptic capaç de construir-ne un. Isaac Newton coneixia les propietats dels espills parabòlics, però trià una forma esfèrica per a l'espill del seu telescopi reflector per simplificar-ne la construcció.
Els fars també solien emprar espills parabòlics per col·limar la llum d'una llanterna en un feix, abans de ser reemplaçats al s. XIX per les lents de Fresnel, molt més eficients. El 1888, el físic alemany Heinrich Rudolf Hertz construí la primera antena amb forma de reflector parabòlic.
L'ús d'enormes antenes parabòliques és habitual en radioastronomia, disciplina que naix al 1931, quan Karl Guthe Jansky descobreix que la Via Làctia era una font d'emissió de ràdio. Basant-se en el treball de Jansky, Grote Reber construí un radiotelescopi més sofisticat al 1937, amb una pantalla parabòlica de 9,6 m de diàmetre. De llavors ençà, s'han construït gegantesques antenes parabòliques, com el radiotelescopi d'Arecibo (1963), que amb 300 m de diàmetre és tan gran que es fabricà amb una orientació fixa aprofitant una depressió del terreny.

## Aplicacions

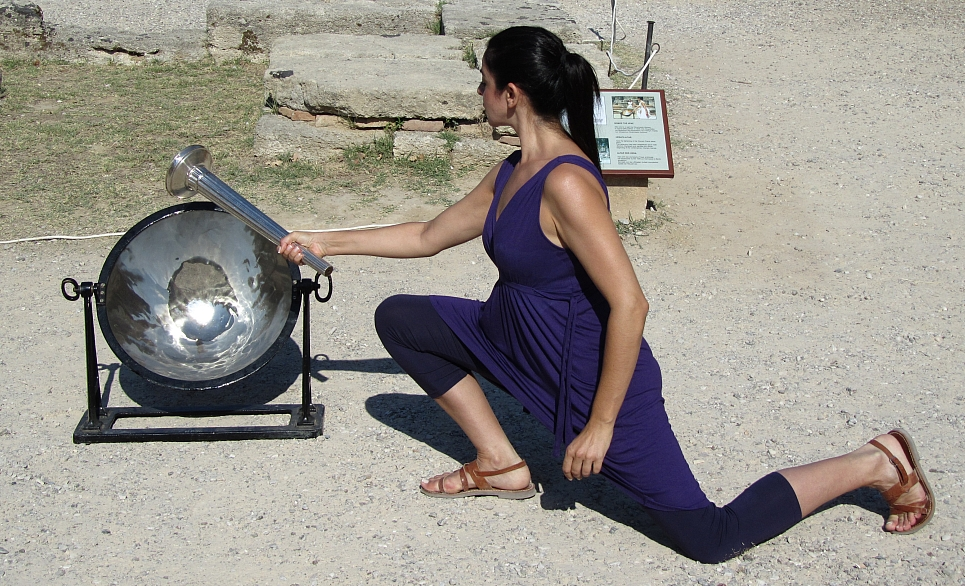
Encesa de la flama olímpica

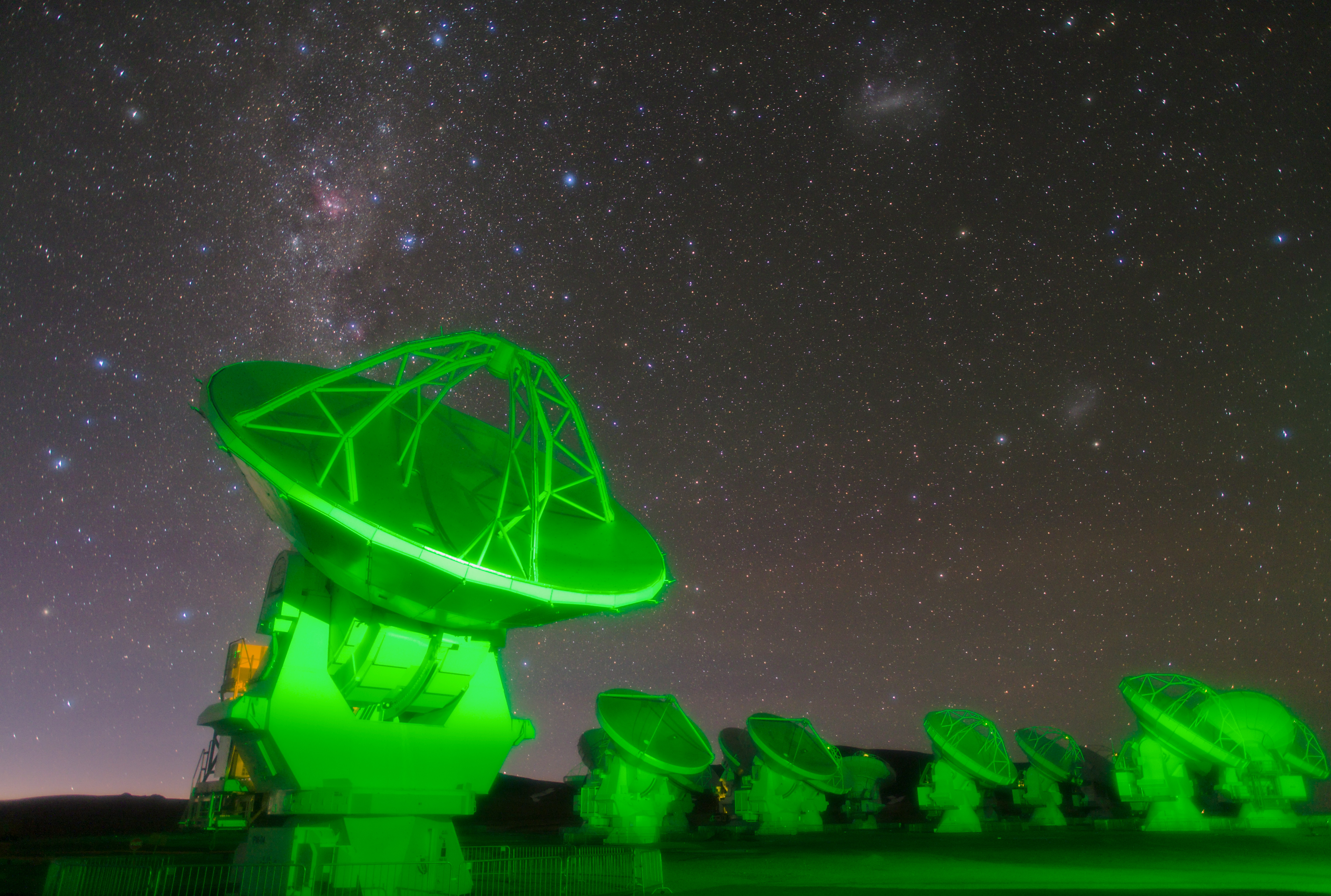
Antenes de l'Atacama Large Millimeter Array en l'altiplà de Chajnantor

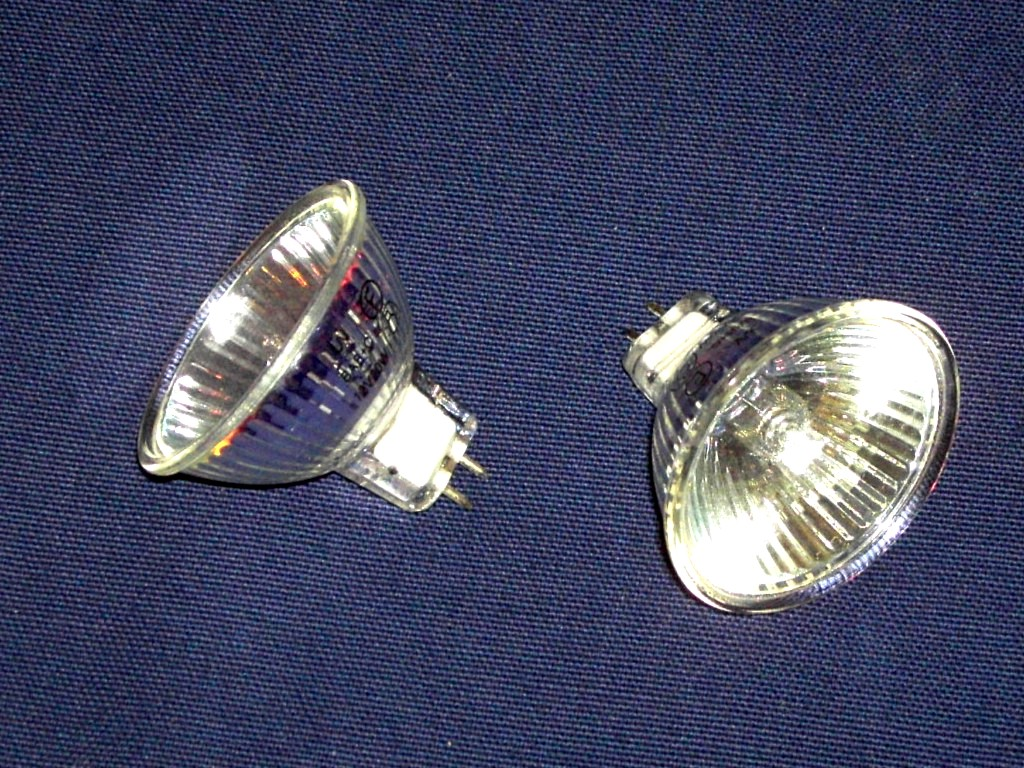
Reflectors parabòlics d'unes bombetes halògenes

Les aplicacions modernes més comunes del reflector parabòlic es veuen en els plats satel·litaris, telescopis reflectors, radiotelescopis, micròfons parabòlics, cuines solars i en molts aparells d'il·luminació, com llanternes, fars d'automòbil, focus halògens i làmpades LED.
La flama olímpica tradicionalment s'encén a Olímpia, usant un reflector parabòlic que concentra la llum solari després es trasllada al lloc de celebració dels Jocs. Els espills parabòlics són una de les moltes formes d'espill ustori.
Els reflectors parabòlics s'utilitzen per crear il·lusions òptiques: dos espills parabòlics oposats, amb una obertura al centre del superior. Quan es col·loca un objecte a l'espill inferior, els espills creen una imatge real, que és una còpia pràcticament idèntica de l'original situada sobre l'obertura. La qualitat de la imatge depén de la precisió de l'òptica. Alguns d'aquests jocs d'espills es fabriquen amb toleràncies de milionèsimes de polzada.
Es pot formar un reflector parabòlic que apunta cap amunt fent girar un líquid reflector, com ara mercuri, al voltant d'un eix vertical. Això fa possible formar un espill líquid. La mateixa tècnica s'empra en els forns rotatius per modelar les superfícies de reflectors sòlids.
Els reflectors parabòlics són una alternativa popular per a augmentar la potència del senyal sense fil. Fins i tot amb els més simples, se'n poden aconseguir 3 dB o més de guany.